# Станойлович, Милорад
Милорад Станойлович (серб. Милорад Станојловић; 1919, Дружетич — 30 сентября 1942, Млиниште) — югославский сербский партизан времён Народно-освободительной войны Югославии, Народный герой Югославии.

## Биография
Родился в 1919 году в деревне Дружетич близ Коцелево. До войны служил в Югославской королевской армии. После Апрельской войны и капитуляции Королевства Югославия в 1941 году избежал попадания в плен и вернулся с оружием в родную деревню, где связался с членами Компартии Югославии, готовившими восстание в Валево. 11 июля 1941 принят в Подгорскую роту Валевского партизанского отряда. Боевое крещение принял в битве за деревню Гола-Глава, в ходе которого партизаны разгромили группу немецких солдат и захватили выживших в плен. Отличился в битве при Осладиче 2 сентября 1941, когда вместе со своей ротой разбил немецкую колонну. В том бою Милорад с 50 метров из пистолета-пулемёта MP-40 открыл шквальный огонь по колонне: три грузовика было уничтожено, много солдат вермахта погибло или было ранено. В августе 1941 года за заслуги перед партизанским движением принят в Коммунистическую партию Югославии.
В сентябре 1941 года Подгорская партизанская рота расширилась до батальона, и Милорад был назначен её командиром. В дни Первого антипартизанского наступления отличился при атаке танковой группы немцев близ деревни Грабовице, подорвав несколько танков гранатой. С большими потерями немцы отошли к Валево. Чуть позже Милорад подкараулил на дороге Лозница-Валево карательный отряд немцев и почти полностью его перебил. 6 марта 1942 с частями Валевского отряда перебрался через Дрину на встречу с членами Верховного штаба НОАЮ, где его приняли в Батальон сопровождения штаба в звании капрала.
30 сентября 1942 в деревне Млиниште Станойлович, сопровождая Симу и Олгу Милошевич, попал в засаду четников: те располагались в 300 метрах от Верховного штаба и открыли огонь из пистолетов-пулемётов. Милорад получил ранение в грудь, но ответным огнём из своего пистолета-пулемёта заставил четников отступить. Сима и Олга сумели бежать в партизанский лагерь, а Милорад умер от полученного ранения.
7 июля 1953 посмертно награждён Орденом и званием Народного героя Югославии.